# 斯佩爾梅澤烏鄉
47°18′N 24°09′E / 47.300°N 24.150°E
斯佩爾梅澤烏鄉（羅馬尼亞語：Comuna Spermezeu, Bistrița-Năsăud），是羅馬尼亞的鄉份，位於該國西北部，由比斯特里察-訥瑟烏德縣負責管轄，面積85平方公里，海拔高度342米，2007年人口3,958，人口密度每平方公里47人。